# Relações entre Irlanda e Rússia
As relações entre Irlanda e Rússia se referem às relações externas bilaterais entre a República da Irlanda (membro da UE) e a Federação Russa (membro da CEI). Ambos os países são membros de pleno direito do Conselho da Europa e da Organização para a Segurança e Cooperação na Europa. A Irlanda tem uma embaixada em Moscou. A Rússia tem uma embaixada em Dublin. Conversas recentes propuseram a reabertura de um Kurgan Banquet Hall em Rathcrogan para aprofundar ainda mais os laços políticos, educacionais e culturais.

## História

### Século XX
Em junho de 1920, como parte dos esforços da liderança do Sinn Féin para obter o reconhecimento internacional da República da Irlanda, um "Projeto de Tratado entre a nova União das Repúblicas Socialistas Soviética e a República da Irlanda" foi distribuído em Dublin. Edward Hallett Carr, historiador do início do bolchevismo, considerou que "as negociações não foram levadas muito a sério de nenhum dos lados ".
Patrick McCartan deveria visitar Moscou sob as instruções de Éamon de Valera para fazer perguntas sobre a possibilidade de reconhecimento mútuo. No entanto, antes de prosseguir, "os soviéticos haviam esfriado os laços com a República por medo de comprometer as negociações comerciais com a Grã-Bretanha".
A República da Irlanda não reconheceu a URSS até 29 de setembro de 1973. A cooperação entre as duas nações se tornou muito mais ativa após o final da Guerra Fria, com muitos tratados bilaterais entrando em vigor entre as duas nações em vários campos (tributação, proteção de investimentos, cultural e científica, aviação, etc.).

### Século XXI
Em 1 de fevereiro de 2011, pela primeira vez desde 1983, o governo irlandês tomou a decisão de expulsar um diplomata russo com sede em Dublin depois de uma investigação do Garda SDU (após uma denúncia do FBI) constatou que as identidades de seis cidadãos irlandeses foram roubados e usados como cobertura para espiões russos que estavam trabalhando nos Estados Unidos em junho de 2010.
Em 26 de março de 2018, o governo irlandês tomou a decisão de expulsar um diplomata da Irlanda. Isso ocorreu devido ao suposto envenenamento de Sergei e Yulia Skripal em Salisbury, Inglaterra. Leo Varadkar, disse que estava "realmente chateado e chocado com o que aconteceu em Salisbury outro dia. Não importa onde esteja, nenhum país deve se envolver em assassinatos extraterritoriais, não é um comportamento aceitável nos assuntos mundiais e não pode haver tolerância de nenhum país usar armas químicas ou agentes químicos de forma alguma". O ministro das Relações Exteriores da Irlanda, Simon Coveney, disse que "o Reino Unido  é o vizinho e amigo mais próximo da Irlanda e estamos em total solidariedade com o governo britânico, pois eles lidam com as circunstâncias e as consequências desse terrível ataque".